# The Wild Rover
"The Wild Rover" (Roud 1173) és una cançó folk popular en anglès, els orígens de la qual estan discutits.
Històricament, la cançó ha estat associada amb la cultura irlandesa i, d'ençà el segle xvi, ha estat enregistrada en textos, tot i que és possible que alguns pescadors de l'Atlàntic nord la coneguessin amb anterioritat. Actualment és una cançó que s'escolta sovint als pubs irlandesos, essent considerada una peça de bebedors, més que no pas una del Moviment per la Temprança. Per alguns autors, The Wild Rover és un exemple de la típica cançó de borratxos irlandesa.

## Enregistraments
Molts cantants i bandes de música han realitzat versions de la cançó, entre els quals destaquen:
- Allison Crowe a Newfoundland Vinyl II el 2014
- André Rieu
- Andy Irvine
- Andy Stewart
- Burl Ives
- Brobdingnagian Bards
- Celtic Thunder el 2018
- Clancy Brothers and Tommy Makem a Recorded Live in Ireland el 1965
- The Corries
- Cruachan a The Morrigan's Call (2006)
- Culann's Hounds, a One for the Road in 2008
- Dropkick Murphys
- The Dubliners a The Dubliners el 1964
- Finsterforst a #YØLØ (2016)[2]
- Foster and Allen
- Four to the Bar, a Craic on the Road
- Gebroeders Grimm: Ammenooitneenooitnie (Dutch)
- Harry Hibbs
- The High Kings
- The Idlers a Ten Thousand Miles Away i altres
- The Irish Rovers
- Klaus & Klaus, en un senzill titulat An der Nordseeküste (1985)
- Johnny Logan a Johnny Logan and Friends
- The Mahones
- Marc Gunn
- Martin Toal - el tenor britànic la va interpretar als seus àlbums Cockles Mussels & Arias (2009) i Passione (2015)
- Mudmen al seu àlbum "Another Day" publicat el 2010.
- Off Kilter
- Orthodox Celts al seu àlbum de debut de 1994
- The Pogues, al seu àlbum remasteritzat de 2004 Red Roses For Me
- Prydein
- Rapalje
- Rolf Harris
- The Seekers al seu àlbum de 1963 Introducing the Seekers
- Soldat Louis
- Stiff Little Fingers al seu àlbum en viu que, més tard, seria reeditat com Anthology
- Týr al seu àlbum de 2003 Eric the Red
- The Wolfe Tones
- Woods Tea Company